# Apple Network szerverek
Az Apple Network Server-ek az Apple által 1996-97 között fejlesztett, gyártott és forgalmazott hardvereszközök voltak, amelyeket a lokális számítógép-hálózatok, illetve az éledező web kiszolgálására terveztek. A szerverek szoftvere az IBM AIX operációs rendszere volt, számos kiegészítő alkalmazással.
Az Apple kicsit lemaradva érkezett a szerver-piacra, rövid idő alatt változó elgondolások irányították fejlesztéseit, nem sok sikert ért el a cég. A szervereket kezdetben Workgroup (munkacsoport) szervernek (1993. március – 1998. március) nevezték, pár év után a nevet rövid időre a Network-re (hálózat) cserélték (1996. február – 1997. április), majd visszatértek a Workgrouphoz. Az utolsó pár évben Macintosh Server G3/G4 (1998. március – 2003. január) volt az Apple szerver neve.

## Története
Az Apple Network Server (ANS) PowerPC-alapú szerverszámítógép család volt, amelyet az Apple tervezett, gyártott és értékesített 1996 februárja és 1997 áprilisa között. A fejlesztés kódneve „Shiner“ volt, és eredetileg két modellből – az 500/132-es „Shiner LE“ (LE – Low End, kisebb tudású) és a 700/150-es „Shiner HE“ (HE – High End, nagy teljesítményű) – modellből állt. Ez utóbbi 1996 novemberében gyorsabb processzort kapott – Network Server 700/200 – és ezzel lett teljes a család.
A gépeket az IBM AIX operációs rendszerének futtatására tervezték, és ROM-juk kifejezetten megakadályozta a klasszikus Mac OS használatát. Az 500/132, 700/150 és 700/200 az amerikai piacon 11 000, 15 000 illetve 19 000 dollárért volt megvásárolható.
A termék rövid élettartama az Apple-nél 1997 elején tapasztalt jelentős pénzügyi problémáknak tulajdonítható. Gil Amelio vezérigazgató a Network Servert és az OpenDoc-ot is leállította ugyanazon a megbeszélésen, mivel megállapították, hogy ezek alacsony prioritásúak.

## Hardver

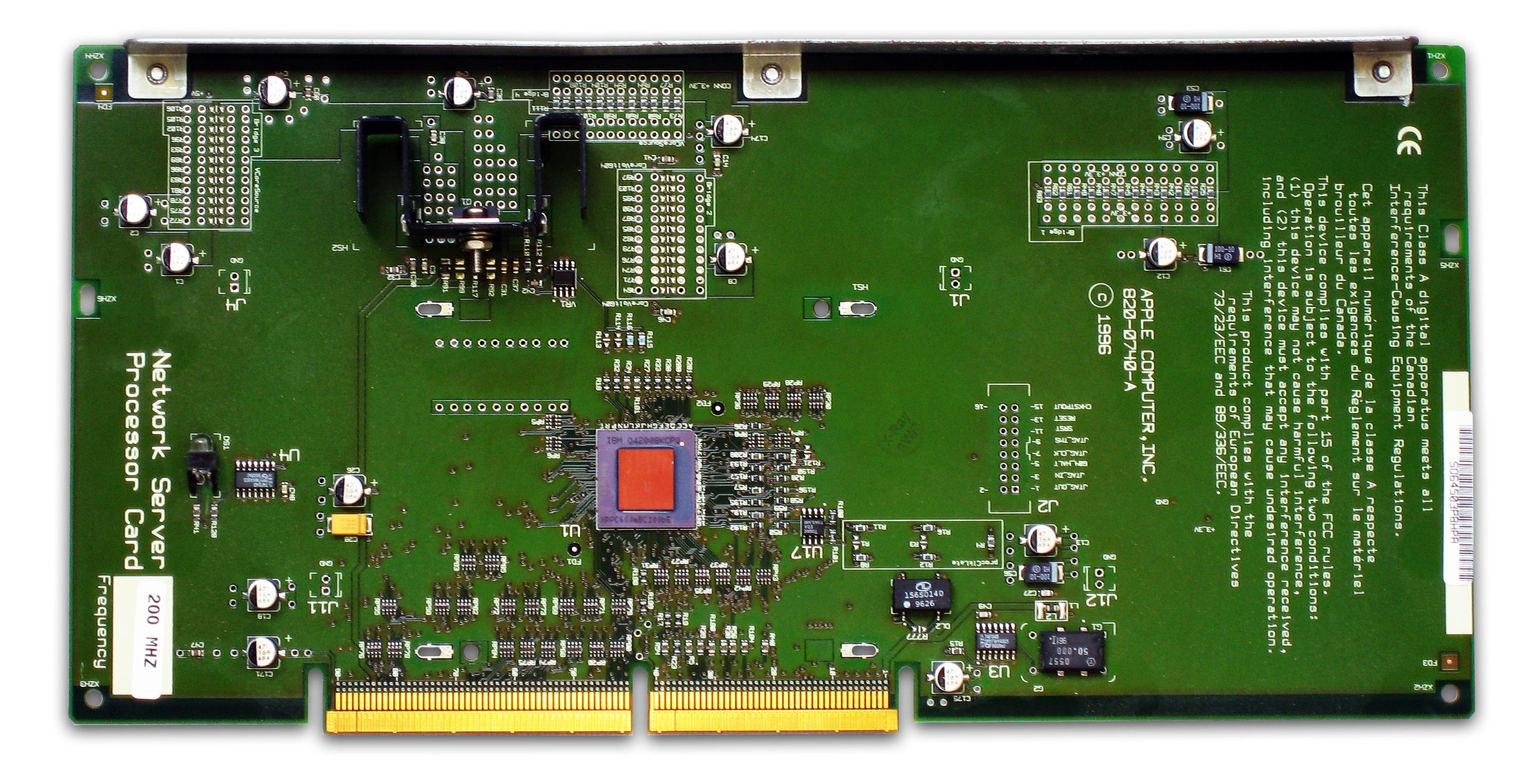
Az ANS 700/200 CPU kártyája. Az ANS 500/132 és 700/150 CPU-k ugyanarról a kártyáról készülnek, de mindegyik egyedi konfigurációs jumpereket alkalmaz. Minden ANS CPU-ra van nyomtatott címke (a bal szélen látható), amely azonosítja a CPU sebességét: 132, 150 vagy 200 MHz. Az Apple PowerPC termékeinek ezen generációjához hasonlóan a telepített processzorkártya határozza meg a rendszer CPU sebességét, a rendszer buszsebessége pedig a CPU sebességéből származik: 44 MHz /132, 50 MHz /150 és 66 MHz /200 esetén

Az Apple Network Server hardverét új alaplap határozta volna meg, de a fejlesztése során azonban az Apple elállt az új alaplap megalkotásától. Ehelyett átvette és módosította a Power Macintosh 9500 (PM9500) alaplapját és ROM-ját. Az alaplap elrendezése hasonlatos az IBM PowerPC-alapú RS/6000 rendszereihez, amelyeket az IBM AIX futtatására terveztek, de az Open Firmware rendszerindító ROM a PM9500-ban használt alaplapra emlékeztet. A ROM módosítással ellehetetlenítették a Mac OS futtatását, helyette az IBM AIX-et választotta új operációs rendszernek. Az Apple ekkoriban hagyott fel a „Wormhole“ kódnevű „NetWare on PowerPC“ fejlesztésével.
A CPU PowerPC 604 vagy 604e processzor volt, a CPU-buszt a PM9500-ben is megtalálható Hammerhead vezérlő irányította. A CPU- és a két különálló PCI–buszok közti hidat Bandit vezérlők adták. A Network Server és a PM9500 esetében is a CPU–busz órajelét a kivehető CPU kártya biztosította, de a buszon levő eszközök órajelét a Networks Server esetén az alaplapon, a PM9500 esetében viszont a CPU kártyán levő órapuffer biztosította.
Az ANS-ben a Bandit1 támogatta a Grand Centralt, a két 53C825A SCSI chipet – ezek a nagy adatmozgatást támogató eszközök, az 54M30-as videóvezérlőt és a felső két PCI-foglalatot, a fennmaradó négy PCI-foglalatot a Bandit2 vezérelte. A PCI buszon ülő Grand Central (343S1125) a megszakításkezelő és a logikai kártya I/O vezérlője volt. A Grand Central vezérelte az AMD Apple részére gyártott CURIO chipjét (AM79C950) a soros portok, a lassú (5 Mbit/s, 53C94/96 alapú) SCSI buszt és a 10 Mbit/s Ethernet-et. A SWIM floppy vezérlő is a Grand Central chipen keresztül csatlakozott.
A memória szerkezete szempontjából nem volt eltérés a PM9500 és az ANS között, bár az ANS-nek nyolc memória-DIMM-nyílása volt, a PM9500-nak pedig tizenkettő. A memória adatbusz-vezérlői eltértek, vélhetően a paritásmemória támogatása miatt. Az ANS memória adatsáv-vezérlői 343S1161 chipek voltak a PM9500-ban alkalmazott 343S1141 helyett.
Az ANS 500/132 és 700/150 CPU-k alaplapjai megegyeznek, de konfigurációs jumperek (mikrokapcsolók) segítségével más képességűvé voltak tehetőek. Minden ANS CPU nyomata azonosítja a CPU sebességét: 132, 150 vagy 200 MHz. Az Apple PowerPC termékeinek ezen generációjához hasonlóan a telepített processzorkártya határozza meg a rendszer CPU sebességét, a rendszer buszsebessége pedig a CPU sebességéből származik: 44/132 MHz, 50/150 MHz és 67/200 MHz esetén (busz sebessége MHz-ben/processzor sebessége MHz-ben).
Az ANS 500/132 PowerPC 604 CPU-t használt 132 MHz-en, az ANS 700/150 pedig ugyanazt a családot, de 150 MHz-en. Mindkettő 32 kB L1 gyorsítótárral rendelkezett. Az ANS 700/200 a fejlettebb PowerPC 604e 200 MHz-es órajellel futott, 64 kB-os L1 gyorsítótárral. Az ANS L2 gyorsítótára 512 kB (ANS 500), illetve 1 MB (ANS 700) SIMM. Az ANS alaplapon nyolc 168 tűs DIMM paritásos RAM-nyílás található, amelyek közül négy szabad (legfeljebb 512 MB RAM). Az ANS 500/132-t 32 MB RAM-mal (az IBM által gyártott4×8 MB 60 ns paritású DIMM-ek) szállították, az ANS 700/150-t és az ANS 700/200-t pedig 48 MB-mal (az IBM gyártotta 2×16 MB 60 ns + 2×8 MB paritású DIMM-ek). A maximális RAM konfiguráció 4×128 MB paritásos DIMM (összesen 512 MB) vagy 8×64 MB paritásos DIMM (összesen 512 MB). A gép nem végezett bekapcsolási rendszertesztet, ha több mint 512 MB volt telepítve, ezt a korlátozás a gép ROM-DIMM moduljába került be.
Minden hálózati szerver tartalmazott egy belső kétcsatornás Wide SCSI-2 vezérlőt a CD-ROM-meghajtóhoz és minden Apple fejlesztette Narrow SCSI-2-t használó merevlemezhez. Hat ingyenes PCI bővítőhely áll rendelkezésre – az AIX támogatta a két Ethernet– és egy SCSI RAID kártyát. A további portok közé tartozott egy ADB, két soros és egy AAUI port. A korszak összes többi Apple számítógépével ellentétben az ANS VGA-csatlakozót használ a videóhoz, az Apple kijelzőkhöz egy adaptert mellékeltek.
Az Apple hálózati szerverek egyedi jellemzője a házuk: teljesen zárható és jól hozzáférhető, kis LCD-vel a diagnosztikához. Előlapján hét eszköznyílás volt található, egyikbe egy CD-ROM, a másikba egy merevlemez beépítéssel. Az üres foglalatokba üzem közben cserélhető (hot-swap) SCSI merevlemez-modulok vagy DAT szalagos egység volt behelyezhető. Az ANS 700 opcionálisan támogatta a redundáns és üzem közben cserélhető tápegységeket. A ház magassága 62 cm, szélessége 42 cm, mélysége 46 cm, súlya pedig több mint 36 kg volt, ez utóbbi függött a pontos kiépítéstől is.

## Szoftver
A hálózati szervereket kizárólag az „AIX for Apple Network Servers“ nevű AIX verzióval értékesítették, amit kiegészített néhány Apple-specifikus funkció, mint például az AppleShare szolgáltatás (4.1.4 és  4.1.5). Az Apple saját Unix A/UX változata már megszűnt, és nem támogatta a PowerPC-t. Az AIX operációs rendszer és a hardver hasonlóságaik miatt a hálózati szerverek többnyire binárisan kompatibilisek az RS/6000 sorozattal. Az RS/6000 korai POWER2 processzorára és Micro Channel buszára támaszkodó alkalmazások azonban nem kompatibilisek az ANS PowerPC CPU-jával és PCI buszával.
A termék fejlesztése során az Apple a “Novell NetWare for PowerPC” alfa verzióit tesztelte. De a hardver megváltozott, a NetWare projekt frissítése megszűnt. Az Apple korlátozott számú ROM SIMM-et is tesztelt és gyártott, amelyek támogatták a „Windows NT for PowerPC“-t a Network Server 500-on és 700-on.

## Az Apple Network szerverek adatai
A táblázat nem tartalmazza az összes műszaki paramétert. Az egyes modelleknél a bemutatáskor érvényes adatokat soroljuk fel, a későbbi frissítéseket nem. Ahol az adatok az Apple hivatalos adatai hiányos – különösen a gyártás, forgalmazás befejezése –, a MacTracker alkalmazás adatait használtuk.
| Gép nevebemutatva kivezetvealapul vett Macintosh             | Processzor és @órajel, L1 és L2 cache2. processzor | Merevlemezfloppy-drájvCD (sebesség) | Eredeti operációs rendszerROM | Memóriabővíthetőségbővítőhelybővítő méretek      | Csatlakozók                                                                                 | Bővíthetőség |
| ------------------------------------------------------------ | -------------------------------------------------- | ----------------------------------- | ----------------------------- | ------------------------------------------------ | ------------------------------------------------------------------------------------------- | ------------ |
| Network Server 700/1501996. 2. 26. 1997. 4. 20.NW Server 700 | 604 @150 MHzL1:32K, L2:1MB                         | 1-4GB1.44MB4x CD                    | AIX 4.1.4n/a                  | 32 MB - 512 MB8, 168-pin DIMM2x 8, 16, 32, 64 MB | * ADB: 1 * Video: HDI-15 * SCSI: DB-25 * Ethernet: AAUI-15 * Mikrofon: PlainTalk megjegyzés | 6 PCI        |
| Network Server 500/1321996. 2. 26. 1997. 4. 20.NW Server 700 | 604 @132 MHzL1:32K, L2:512K                        | none-2GB1.44MB4x CD                 | AIX 4.1.4n/a                  | 32 MB - 512 MB8, 168-pin DIMM2x 8, 16, 32, 64 MB | * ADB: 1 * Video: HDI-15 * SCSI: DB-25 * Ethernet: AAUI-15 * Mikrofon: PlainTalk            | 6 PCI        |
| Network Server 700/2001996. 9. 14. 1997. 4. 20.NW Server 700 | 604e @200 MHzL1:64K, L2:1MB                        | 2x4GB1.44MB8x CD                    | AIX 4.1.4n/a                  | 48 MB - 512 MB8, 168-pin DIMM2x 8, 16, 32, 64 MB | * ADB: 1 * Video: HDI-15 * SCSI: DB-25 * Ethernet: AAUI-15 * Mikrofon: PlainTalk megjegyzés | 6 PCI        |

## Apple szerverek az időben 2003-ig
| Apple AWS, Network és Power Macintosh G3/G4 szerverek idővonalon |
| --- |
| A színek kezdete a bemutató időpontja, a forgalmazás több esetben is hónapokkal később kezdődött. Megeshet, hogy egy csík végét kitakarja egy másik csík eleje. Előfordul, hogy a gyártás befejezését követően még egy ideig forgalomban marad a gép adott verziója. |